# Бракенхайм
Бракенхайм (на немски: Brackenheim, [ˈbʁakŋ̍ˌhaɪ̯m]) е град в югозападна Германия, част от окръг Хайлброн в провинция Баден-Вюртемберг. Населението му е около 16 000 души (2019).
Разположен е на 202 метра надморска височина в Швабско-Франконския басейн, на 12 километра югозападно от Хайлброн и на 29 километра северно от Щутгарт. Селището се споменава за пръв път през 1246 година, а градски права получава през 1280 година от крал Рудолф I. Днес то е най-големият лозарски център във Вюртемберг.

## Известни личности
Родени в Бракенхайм
- Теодор Хойс (1884 – 1963), политик